# Enotaevskij rajon
L'Enotaevskij rajon (in russo Енотаевский район?) è un rajon dell'Oblast' di Astrachan', nella Russia europea; il capoluogo è Enotaevka.